# Straat van Sicilië
De Straat van Sicilië (Italiaans: Canale di Sicilia, Siciliaans: Canali di Sicilia) is de zeestraat die Sicilië scheidt van het Afrikaanse continent. De straat is op zijn smalst ongeveer 150 kilometer breed. Het Italiaanse eiland Pantelleria ligt in het midden van de straat.
Ten zuidoosten van de zeestraat ligt de Libische Zee.